# Edward Brooke
Edward William Brooke (Washington, D.C., 26 de outubro de 1919 — Coral Gables, 3 de janeiro de 2015) foi um político estadunidense, membro do Partido Republicano, senador por Massachusetts no Congresso dos Estados Unidos 1967-1979.

## Vida
Brooke frequentou a Universidade de Howard onde se formou em 1941. Um dos poucos afro-americanos aser um oficial das forças armadas dos EUA, serviu na infantaria na Itália.